# Apple A9X
L'Apple A9X è un sistema a 64 bit su un chip (SoC) progettato da Apple Inc. La sua prima apparizione è nell'iPad Pro da 12.9, che è stato annunciato il 9 settembre 2015 e pubblicato l'11 novembre 2015. L'A9X include al suo interno il coprocessore di movimento, il quale, in precedenza, non era integrato.
Si tratta di una variante dell'Apple A9, e, rispetto al precedente Apple A8X, la sua CPU risulta essere dell'80% più performante, mentre la GPU 2 volte più potente.

## Design
L'A9X integra una CPU dual-core ARMv8-A a 64-bit progettata da Apple dal nome Twister, funzionante alla frequenza di 2.26GHz. Essa offre il doppio dell'ampiezza di banda della memoria e delle prestazioni di archiviazione rispetto all'A8X.
A differenza dell'A9, l'A9X non include Cache L3 data l'elevata ampiezza di banda della memoria. L'A9X è accoppiato con 4GB di memoria DDR4 nell'iPad Pro da 12.9 e da 2GB nell'iPad Pro da 9.7, con un'ampiezza di banda totale di 51.2GB/s. Un'ampiezza così elevata è necessaria per il corretto funzionamento dei 12 core della GPU PowerVR 7 integrata nel SoC. Diversamente dall'A9, la memoria RAM non è integrata nell'A9X.

## Dispositivi predisposti
- iPad Pro 9.7" (1° gen)
- iPad Pro 12.9" (1° gen)